# Cayos Cat
Cayos Cat (en inglés: Cat Cays) son dos islas en las Bahamas, el Cayo Cat del Norte y el Cayo Cat del Sur, a unos 10 kilómetros al sur de Bimini. Cayo Cat del Norte es una isla de propiedad privada y se desarrolló como un club privado por el Club Cat Cay Yacht. Cayo Cat del Sur se encuentra actualmente en desarrollo. 
El Cayo Cat del Norte es una pequeña isla privada en la cadena de Bimini de las Bahamas. Lleva el nombre de la "línea de gato" de los buques de vela a los que se asemeja, y fue utilizada por los piratas Charles Vane y Edward Teach, este último más conocido como "Barbanegra".